# Macro-système technique
Un macrosystème technique est un système technique de taille et de complexité très importante. La notion de macrosystème technique se fonde au départ sur les thèses de l'historien Thomas Parke Hughes exposées dans l'ouvrage au titre volontairement ambigu en anglais « Networks of Power » c'est-à-dire « réseaux de puissance énergétique » mais aussi de « pouvoir politique ».
Il introduit la notion de « Large technical system », pour dépasser la vision simpliste de la théorie des réseaux. Il montre que les réseaux ne sont que  l’infrastructure d’un ensemble bien plus « large » ou épais qui comporte d’autres dimensions non techniques, non seulement économiques mais aussi politiques. Pour un Français, l’exemple d’EDF l’illustre parfaitement mais il est intéressant de voir que sous de formes libérales il en va de même aux États-Unis. Les thèses de Hughes ont été reprises et développées en Allemagne par Bernward Joerges (en) (« Grosse technische systeme ») et en France par Alain Gras avec le concept de macro-système technique.

## Description
Bien que les thèses de Hughes portent sur l'émergence du système électrique américain, le chemin de fer donne parfaitement le modèle du macro-système technique : une infrastructure en forme de réseaux sur lesquels circulent des flux constitués d'objets physiques, les trains, et sur laquelle se greffe une technologie d'observation et de régulation des flux en temps réel, dont le télégraphe fut le premier exemple dans l'histoire. Les centres de contrôle sont organisés sur la base d'une visualisation des flux grâce à un réseau de capteurs d'information, au sens large, et les décisions sont prises dans une gestion délocalisée par rapport au problème qui se pose. Pour simplifier et dans la suite de cet exemple, le conducteur de train obéit à des ordres, sous la forme de signaux par exemple, et ne prend pas décision par lui-même, sauf cas exceptionnels. On peut dire que ce système est constamment présent à lui-même, comme  sujet parfaitement rationnel et pourtant diffus.
Ce modèle du train vaut pour tous les très grands systèmes techniques qui transportent des objets matériels, l'aéronautique notamment. On parle aussi, dans le cas de technologies moins lourdes, de macro-systèmes techniques de second ordre pour les flottes de camions, ou la transplantation d'organes par exemple. Toutefois les technologies qui se construisent autour d'objets techniques moins concrets, s'insèrent de même dans un macro-système technique lorsqu'elles étendent leur emprise sur le social. On a déjà cité le cas de l'énergie électrique, mais cela vaut aujourd'hui pour toutes les énergies et, bien plus, par un effet de retournement les flux de signes des réseaux télécoms deviennent eux-mêmes des macro-systèmes qui s'appuient sur une infrastructure matérielle fixe, les centres de traitement de données, les relais émetteurs-récepteurs, les satellites, etc. et aussi un contrôle social élargi jusqu’à l’individu (les numéros IP d’Internet).
Le macrosystème technique peut donc se décrire comme une mégamachine grosse consommatrice d'énergie, et son expansion est directement lié à celle de la société thermoindustrielle, parce que fondée sur la chaleur procurée par le feu des énergies fossiles. Le macro-système technique par le contrôle élargi dans le temps et l’espace qui est aussi un contrôle social (on sait où sont les marchandises mais aussi les acteurs) se distingue des simples « grands systèmes techniques », tels la centrale nucléaire, ou l'objet sophistiqué avion, car les macro-systèmes techniques se branchent les uns sur les autres et constituent un nouveau pouvoir qui est aussi bien économique que politique. Les États face à ce nouveau monstre aux contours flous, sans frontières définies, sinon celle de sa puissance, en sont réduits à devenir des observateurs qui tentent de contrôler un devenir sans profondeur éthique. Le citoyen moderne, du fait qu'il ne survit que branché, entre dans une nouvelle dépendance face à cette nouvelle forme de la « grandeur » technologique contemporaine. Cette question est d'importance pour envisager l'avenir de nos sociétés et en particulier la question de la décroissance. Le débat écologique identifie assez mal cette question alors que la critique de la délocalisation, du piège énergétique, de l'obligation du branchement sur le réseau, forment des enjeux décisifs pour imaginer un avenir qui permettrait d'éviter la fuite en avant technologique vers le gigantisme catastrophique du « big is beautiful ».